# 台子镇 (朝阳县)
台子乡，是中华人民共和国辽宁省朝阳市朝阳县下辖的一个乡镇级行政单位。

## 行政区划
台子乡下辖以下地区：
台子村、三岔口村、东窑村、六家子村、西李杖子村、牟杖子村、长茂村、苏家店村、馒头营子村、大沟门村和恒河子村。